# Ramsau am Dachstein
Ramsau am Dachstein é um município da Áustria, situado no distrito de Liezen (subdistrito de Gröbming), no estado da Estíria. Tem 75,33 km² de área e sua população em 2019 foi estimada em 2 800 habitantes.